# Pauline Chalamet
Pauline Hope Chalamet (Nueva York, 25 de enero de 1992) es una actriz y directora franco-estadounidense. Hizo su debut en un largometraje con la  comedia The King of Staten Island de Judd Apatow. Interpreta a Kimberly, protagonista de la comedia original de HBO Max La Vida Sexual de las Universitarias.

## Primeros años
Chalamet nació en la ciudad de Nueva York y es la primera hija de Nicole Flender y Marc Chalamet, y creció en el edificio de artistas subvencionados por el gobierno en Manhattan Plaza, en Hell's Kitchen. Su hermano menor es el actor Timothée Chalamet. Su madre Nicole Flender, de la tercera generación de neoyorquinos, tiene ascendencia rusa-judía y austriaca-judía. Trabaja como agente inmobiliaria en The Corcoran Group y en el pasado fue bailarina de Broadway. Además se licenció en lengua francesa por la Yale University y se ha desempeñado como profesora de lengua y de baile. Su padre francés, Marc Chalamet es un editor para UNICEF y excorresponsal de Nueva York para Le Parisien. Es oriundo de Nîmes y es de origen  cristiano protestante. La abuela paterna, quién se mudó a Francia, era canadiense de ascendencia británica.
A la edad de 10 años participó como bailarina en la producción de Broadway Midsummer Night's Dream. Posteriormente, asistió a la School of American Ballet desde el año 2001 hasta el 2010. Se graduó de Fiorello H. LaGuardia High School of Music & Art and Performing Arts en el año 2010, y luego asistió a Bard College, donde se especializó en teatro y estudios políticos y de la que se graduó en el año  2014. Mientras estudiaba trabajó en la biblioteca escolar y ayudó en una granja para pagar sus préstamos estudiantiles. Después de su etapa universitaria,  decidió mudarse a París sin el conocimiento de su familia. Sobre esto recuerda: “le dije a mi familia después de firmar el arrendamiento”. En París siguió un aprendizaje de interpretación en el Studio Théâtre d'Asnières, también como conocido como Ecole Supérieure de Comédiens par l'Alternance.

## Carrera

### 1999–2020: Primeros roles
Empezó su carrera con pequeños papeles en programas de televisión como One life to Live y Royal Pains. Desde el año 2016 en adelante ha trabajado en cortometrajes como Je Suis Mes Actes y Between Fear and Laugther, que fue escrito y dirigido por ella. En 2017,  escribió Agnes et Milane, dirigido por Tristan Tilloloy. También apareció en Margot y protagonizó  Gravats de Hong Kai Lai. Ella también protagonizó el piloto televisivo  de la producción canadiense La Ville. En el año 2018,  escribe el corto The Group Chat y participó en En Ville. En 2019, escribió otro corto: Entre Deux Mondes que fue dirigido por Myriam Doumenq. También apareció como Marion, protagonista de Comme des Grands dirigido por Ania Gauer y Julien Gauthier;  por este papel ganó el Premio de Mejor actriz en el IndieXFilmFest, sección de Los Angeles International Film Festival. Al año siguiente participa como protagonista de otros tres cortometrajes: Je Suis la Nouvelle Adjani
de Khady N'Diaye, Seasick de Lindsey Ryan, y Canines de Abel Danan, que fue seleccionado para el Festival international du film fantastique de Gérardmer.

### 2020–presente
En el año 2019 fue parte del reparto de la comedia The King of Staten Island de Judd Apatow, estrenada en el año  2020. También en el mismo año, apareció como Sveta en dos episodios de la webserie francesa Les Engagés. El 14 de octubre del 2020, Variety reportó que Chalamet protagonizará la comedia de Mindy Kaling The Sex Lives of College Girls para HBO Max. Aquí interpretará a Kimberly, "la mejor estudiante de un instituto público de clase trabajadora ubicado en un humilde suburbio de Arizona", en 

## Vida personal
A partir del año 2021, vive en el barrio Château Rouge, de París. Ella y su pareja, el director Rhys Raiskin, le dieron la bienvenida a su primera hija en septiembre de 2024.

## Créditos

### Película
| Films that have not yet been released | Significa que las películas aún no se han estrenado. |

| Año  | Título                    | Papel  | Director                       | Notas                             |
| ---- | ------------------------- | ------ | ------------------------------ | --------------------------------- |
| 2020 | The King of Staten Island | Joanne | Judd Apatow                    |                                   |
| 2021 | Adulting                  | Marion | - Ania Gauer - Julien Gauthier | Cortometraje                      |
| 2021 | After Dark                | Ronnie | Minka Bleakley                 | Cortometraje                      |
| 2023 | The Appraisal             | April  | Gina Hackett                   | Cortometraje, productora asociada |
| 2023 | Lemon Tree                | –      | Rachel Walden                  | Cortometraje, productora          |
| 2023 | What Doesn't Float        | Alex   | Luca Balser                    | Productora                        |

### Televisión
| Año           | Título                               | Papel               | Nota                           |
| ------------- | ------------------------------------ | ------------------- | ------------------------------ |
| 1999          | One Life to Live                     | Emma Doyle          | Episodio: "#1.7809"            |
| 2009          | Royal Pains                          | Bailarina Principal | Episodio: "There Will Be Food" |
| 2021          | Les Engagés                          | Sveta               | 2 episodios                    |
| 2021-presente | La vida sexual de las universitarias | Kimberley           | Papel principal                |

## Premios y nominaciones
| Premio                       | Año  | Trabajo nominado | Categoría                                  | Resultado | Referencia |
| ---------------------------- | ---- | ---------------- | ------------------------------------------ | --------- | ---------- |
| Independent Shorts Premios   | 2020 | Adulting         | Mejor pareja (compartido con Dylan Raffin) | Ganadora  | [ 21 ]     |
| Milan Gold Awards            | 2021 | Adulting         | Mejor actriz                               | Ganadora  | [ 22 ]     |
| Chicago Indie Film Awards    | 2021 | Adulting         | Mejor actriz                               | Ganadora  | [ 23 ]     |
| New York Indie Shorts Awards | 2021 | Seasick          | Mejor actriz                               | Ganadora  | [ 24 ]     |